# Martha Schlamme
Pour les articles homonymes, voir Schlamme.
Martha Schlamme, née Martha Haftel à Vienne en Autriche le 25 septembre 1923 et morte le 6 octobre 1985 à New York (États-Unis), est une chanteuse lyrique (soprano) et actrice américaine.

## Biographie
Martha Schlamme est née dans une famille juive à Vienne (Autriche) et a étudié le chant classique en Autriche. Elle séjourne brièvement en France en 1938 après l'annexion de l'Autriche par l'Allemagne. Elle rejoint sa famille réfugiée en Grande-Bretagne la même année. Après la Seconde Guerre mondiale elle commence sa carrière à Londres en interprétant des chansons traditionnelles, notamment yiddish. Mariée avec Hans Schlamme dans les années 1940, elle s'installe aux États-Unis en 1948. Elle commence à connaître le succès dans les années 1950 avec un spectacle intitulé Songs of Many Lands. Mais ce sont surtout ses interprétations de Kurt Weill qui font sa renommée. Elle a ainsi tenu le rôle de Jenny dans L'Opéra de quat'sous. Martha Schlamme a par ailleurs joué dans diverses pièces et comédies musicales à Broadway, dont Fiddler on the Roof (en français Un violon sur le toit) en 1968 dans le rôle de Golde, ainsi que dans plusieurs one-woman-show, dont A Woman Without a Man Is... et The Jewish Woman,.
Martha Schlamme a chanté dans une douzaine de langues. Ses enregistrements comprennent de nombreux chants yiddish, mais aussi des chants israéliens, des chansons en allemand (accompagnée par Pete Seeger) ou en français.

## Discographie
- 1954 : Songs of Many Lands